# Panthéon Komitas
Le Panthéon Komitas (en arménien : Կոմիտասի անվան զբոսայգի եւ պանթեոն) est un lieu constitué d'un cimetière et d'un parc, situé dans le district de Chengavit à Erevan. Il est nommé d'après le musicien Komitas qui y est inhumé. Le Panthéon existe depuis 1936 à la suite de la démolition du cimetière Mler et de sa chapelle historique.
Plusieurs personnalités du monde artistique arménien y sont enterrées.

## Présentation
On dénombre soixante tombes au Panthéon Komitas. En particulier celles-ci :
| Nom                    | Date d'inhumation | Activité    |
| ---------------------- | ----------------- | ----------- |
| Vardan Ajemian         | 1905-1977         | acteur      |
| Mariam Aslamazian      | 1907-2006         | peintre     |
| Vahagn Davtian         | 1922-1996         | écrivain    |
| Hovhannes Hovhannisyan | 1864-1929         | poète       |
| Karen Demirchyan       | 1932-1999         | politicien  |
| Gegham Grigoryan       | 1951-2016         | chanteur    |
| Ofelya Hambardzumyan   | 1925-2015         | musicienne  |
| Avetik Isahakyan       | 1875-1957         | poète       |
| Sylva Kapoutikian      | 1919-2006         | poétesse    |
| Aram Khatchatourian    | 1903-1978         | compositeur |
| Sero Khanzadyan        | 1916-1998         | écrivain    |
| Atabek Khnkoyan        | 1870-1935         | écrivain    |
| Komitas                | 1869-1935         | musicien    |
| Shushanik Kurghinian   | 1876-1927         | poétesse    |
| Romanos Melikian       | 1883-1935         | compositeur |
| Mher Mkrtchyan         | 1930-1993         | acteur      |
| Hrachia Nersisyan      | 1895-1961         | acteur      |
| Galya Novents          | 1937-2012         | actrice     |
| Vrtanes Papazian       | 1866-1920         | auteur      |
| Sergueï Paradjanov     | 1924-1990         | réalisateur |
| Hamo Sahyan            | 1914-1993         | poète       |
| Sos Sargsyan           | 1929-2013         | acteur      |
| William Saroyan        | 1908-1981         | dramaturge  |
| Martiros Sarian        | 1880-1972         | peintre     |
| Hovhannès Chiraz       | 1915-1984         | poète       |
| Alexander Shirvanzade  | 1858-1935         | auteur      |
| Alexandre Tamanian     | 1878-1936         | architecte  |
| Vahan Térian           | 1885-1920         | poète       |
| Bedros Tourian         | 1851-1872         | poète       |
| Stepan Zorian          | 1889-1967         | écrivain    |

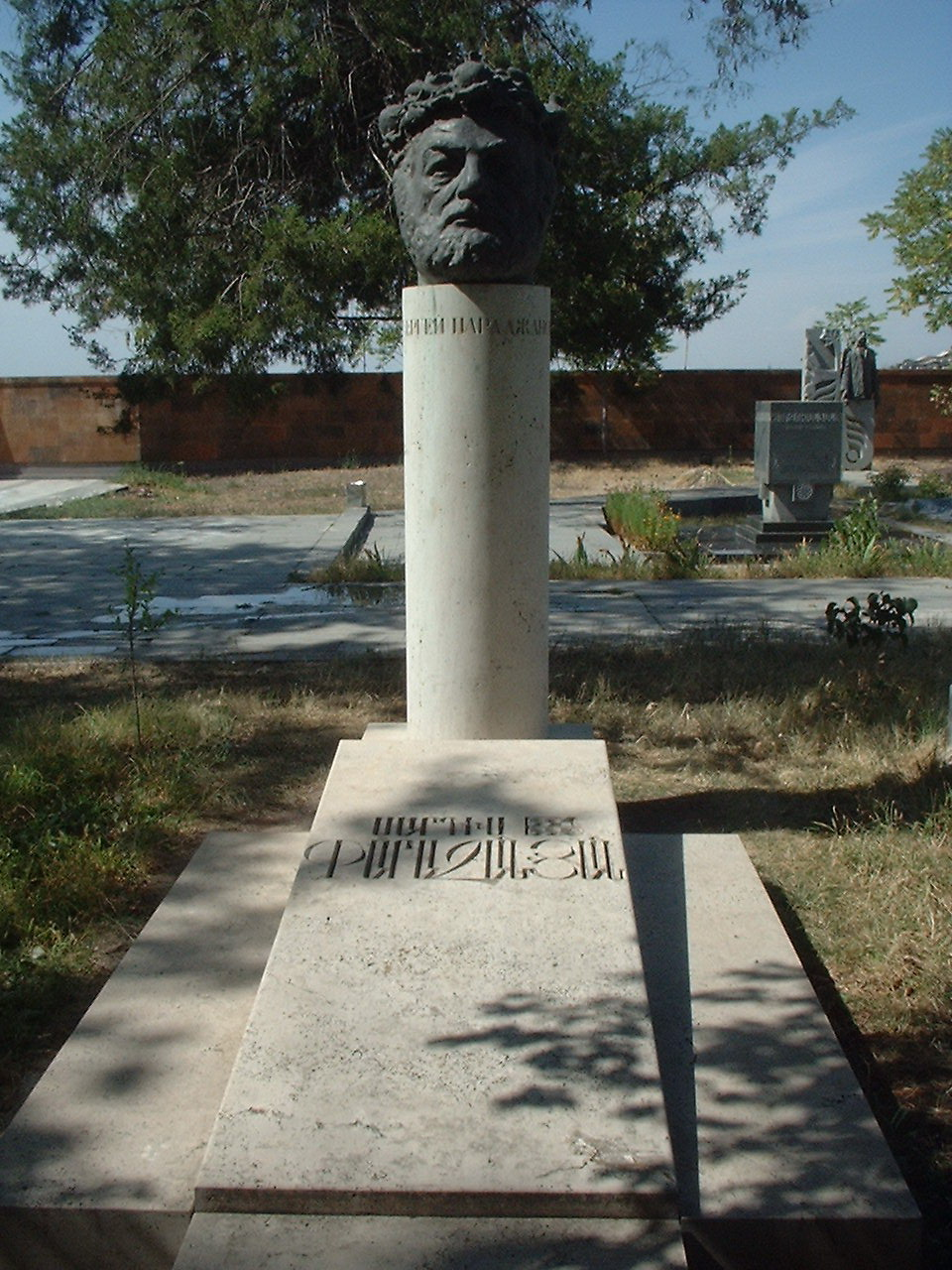
Tombe de Sergueï Paradjanov
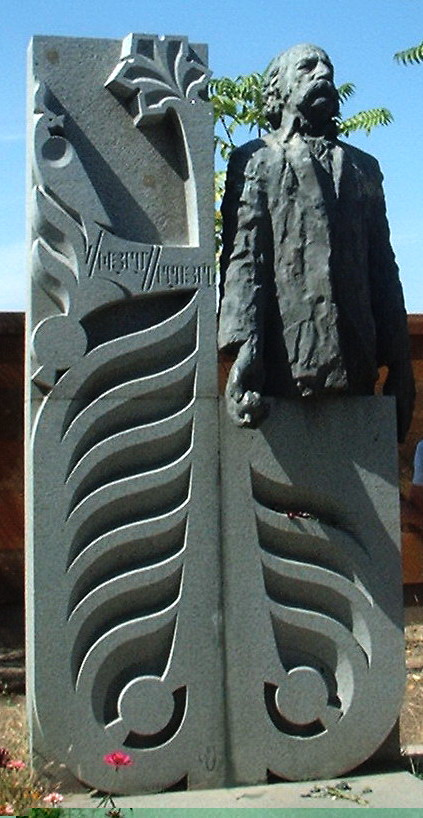
Tombe de William Saroyan
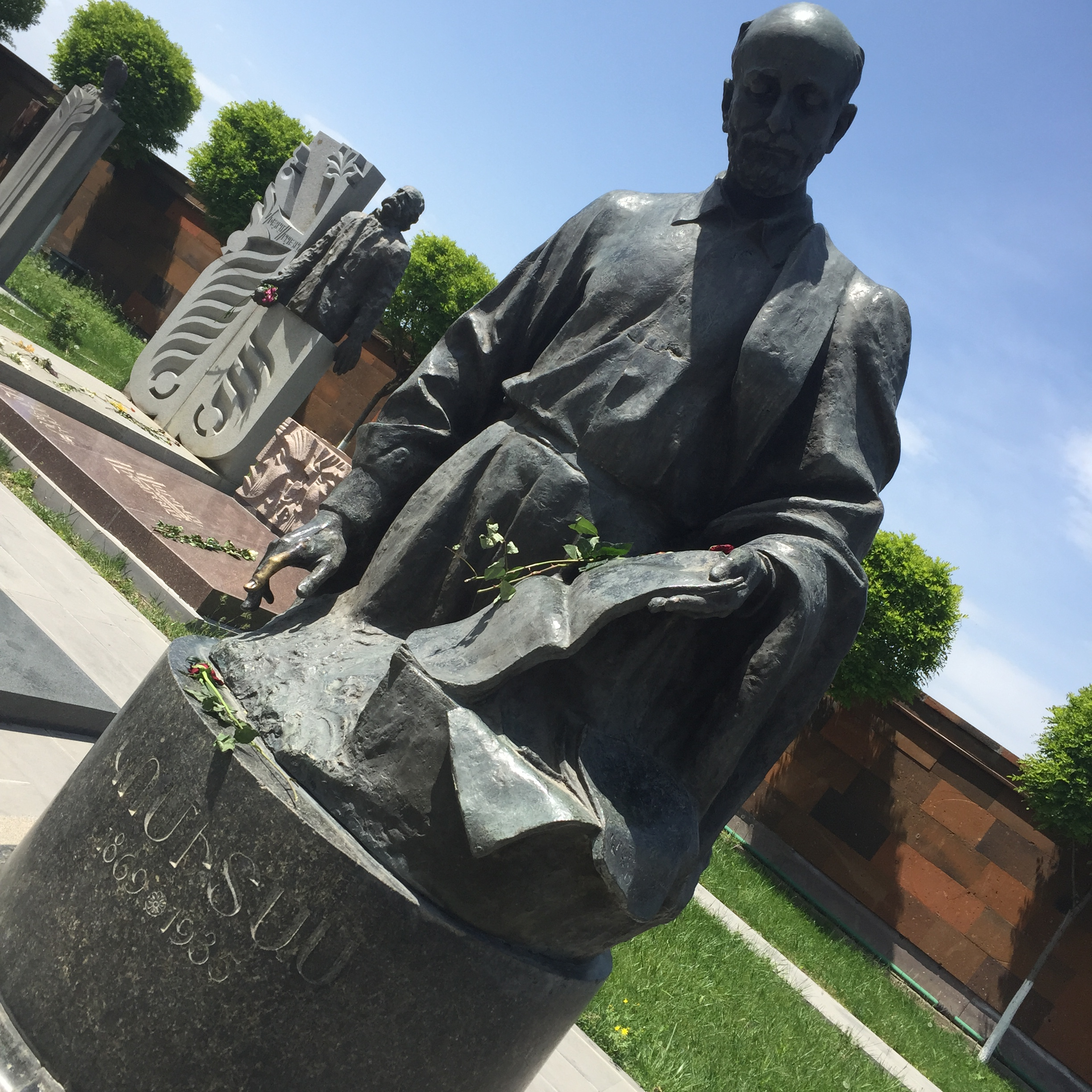
Tombe de Komitas